# Patologia quirúrgica
La patologia quirúrgica (o anatomopatologia quirúrgica) consisteix en l'examen macroscòpic i microscòpic de les peces quirúrgiques o biòpsies aportades principalment per les especialitats mèdiques quirúrgiques (cirurgia general, dermatologia, radiologia invasiva, etc.), per tal d'assolir el diagnòstic definitiu de la malaltia (o la manca de malaltia).
Això es fa generalment per l'examen dels teixits, amb una valoració combinada de l'aspecte de visu (és a dir, macroscòpic) i de les alteracions histològiques (és a dir, microscòpiques) de les mostres seleccionades, podent requerir estudis addicionals dels teixits mitjançant tècniques immunohistoquímiques, tincions especials, estudis biomoleculars o altres proves de laboratori.
La patologia quirúrgica és l'àrea de més dedicació dels anatomopatòlegs. Una de les seves labors rellevants és la pràctica de biòpsies intraoperatòries.